# Avalanche (Thirty Seconds to Mars)
Avalanche è un singolo promozionale dei Thirty Seconds to Mars, estratto dall'album in studio It's the End of the World but It's a Beautiful Day e pubblicato il 19 gennaio 2024.

## Tracce
1. Avalanche – 3:24